# Худа
Худа́ (перс. خدا‎) — переводится как Бог, а вернее Господь, с персидского языка. Слово также позаимствовано языками урду и хинди. Так или иначе, арабское слово Аллах наиболее общепринято у мусульман Южной Азии. Множество мусульман побуждает других использовать слово Аллах, а не Худа. Родственное слово для языка Пушту — Худаи (خدای).
Фраза Худа Хавиз (дев. — ख़ुदा हाफ़िज़) означает Да сохранит тебя Бог.
В исламе имя Худа происходит от арабского корня "هدى" (huda), что означает "наставление" или "руководство". В Коране Худа был послан в качестве пророка народу Ад, чтобы предупредить их о грядущем божественном наказании. В исламской культуре имя Худа ассоциируется с праведностью, руководством и мудростью.
Худа также присутствует в еврейской традиции. На иврите Худа (חֻדָּה) означает "вишня". В Книге Бытия из Библии упоминается Худа как одна из сыновей Иакова (Генезис 29:35). Поэтому в еврейской культуре имя Худа может иметь ассоциации с плодородием и природой.